# Регионы Камеруна
Регионы Камеруна (фр. Régions du Cameroun) — 10 административных единиц Камеруна высшего (первого) уровня. До 2008 года регионы назывались провинциями. Регионы делятся на 58 департаментов (фр. départements). Во главе каждого региона стоит губернатор (назначается президентом) и региональный совет (состоит из делегатов, избранных департаментами региона).
| Административное деление Камеруна на регионы | Административное деление Камеруна на регионы | Административное деление Камеруна на регионы | Административное деление Камеруна на регионы | Административное деление Камеруна на регионы | Административное деление Камеруна на регионы | Административное деление Камеруна на регионы | Административное деление Камеруна на регионы | Административное деление Камеруна на регионы | Административное деление Камеруна на регионы |
| --- | -------------------------------------------- | -------------------------------------------- | -------------------------------------------- | -------------------------------------------- | -------------------------------------------- | -------------------------------------------- | -------------------------------------------- | -------------------------------------------- | -------------------------------------------- |
| (При нажатии на номер или изображение какого-либо региона, будет осуществлён переход на соответствующую статью.) |                                              |                                              |                                              |                                              |                                              |                                              |                                              |                                              |                                              |
| \| № \| Регион \| Центр \| Площадь, км² \| Население (2007), чел. \| \| -- \| --------------- \| --------- \| ------------ \| ---------------------- \| \| 1 \| Адамава \| Нгаундере \| 63 691 \| 838 689 \| \| 3 \| Восточный \| Бертуа \| 109 011 \| 875 949 \| \| 10 \| Западный \| Бафусам \| 13 872 \| 2 269 136 \| \| 5 \| Прибрежный \| Дуала \| 20 239 \| 2 294 540 \| \| 6 \| Северный \| Гаруа \| 65 576 \| 1 409 445 \| \| 4 \| Крайнесеверный \| Маруа \| 34 246 \| 3 142 883 \| \| 7 \| Северо-Западный \| Баменда \| 17 812 \| 2 095 538 \| \| 2 \| Центральный \| Яунде \| 68 926 \| 2 797 212 \| \| 9 \| Юго-Западный \| Буэа \| 24 571 \| 1 419 269 \| \| 8 \| Южный \| Эболова \| 47 110 \| 633 082 \| |                                              |                                              |                                              |                                              |                                              |                                              |                                              |                                              |                                              |
| № | Регион                                       | Центр                                        | Площадь, км²                                 | Население (2007), чел.                       |                                              |                                              |                                              |                                              |                                              |
| 1 | Адамава                                      | Нгаундере                                    | 63 691                                       | 838 689                                      |                                              |                                              |                                              |                                              |                                              |
| 3 | Восточный                                    | Бертуа                                       | 109 011                                      | 875 949                                      |                                              |                                              |                                              |                                              |                                              |
| 10 | Западный                                     | Бафусам                                      | 13 872                                       | 2 269 136                                    |                                              |                                              |                                              |                                              |                                              |
| 5 | Прибрежный                                   | Дуала                                        | 20 239                                       | 2 294 540                                    |                                              |                                              |                                              |                                              |                                              |
| 6 | Северный                                     | Гаруа                                        | 65 576                                       | 1 409 445                                    |                                              |                                              |                                              |                                              |                                              |
| 4 | Крайнесеверный                               | Маруа                                        | 34 246                                       | 3 142 883                                    |                                              |                                              |                                              |                                              |                                              |
| 7 | Северо-Западный                              | Баменда                                      | 17 812                                       | 2 095 538                                    |                                              |                                              |                                              |                                              |                                              |
| 2 | Центральный                                  | Яунде                                        | 68 926                                       | 2 797 212                                    |                                              |                                              |                                              |                                              |                                              |
| 9 | Юго-Западный                                 | Буэа                                         | 24 571                                       | 1 419 269                                    |                                              |                                              |                                              |                                              |                                              |
| 8 | Южный                                        | Эболова                                      | 47 110                                       | 633 082                                      |                                              |                                              |                                              |                                              |                                              |

## История регионов
Указом 61/DF 15 от 20 октября 1961 года, территория Камеруна была разделена на так называемые административные районы.
2 июня 1972 года административные районы были преобразованы в 7 провинций:
- Центрально-Южная провинция
- Восточная провинция
- Прибрежная провинция
- Северная провинция
- Северо-Западная провинция
- Западная провинция
- Юго-Западная провинция

22 августа 1983 года, количество провинций было увеличено до 10:
- Центрально-Южная провинция была разделена на две провинции: Центральную и Южную[1];
- Северная провинция была разделена на три провинции: Адамава, Крайнесеверную и Северную[1].

В 2008 году президент Республики Камерун Поль Бийя подписал указ согласно которому, термин «провинция» (фр. province) отныне заменяется на «регион» (фр. région).

## Список регионов

### Регион Адамава
|  | - Столица: Нгаундере - Губернатор: Enow Abrams Egbe - Оф. язык: французский - Граничит: - Север: Северный регион - Юг: Центральный и Восточный регионы - Восток: ЦАР - Запад: Нигерия - Площадь: 63 691 км² - Население: 838 689 (2007) | - Департаменты: 1. Джерем 2. Фаро и Део 3. Майо-Баньо 4. Мбере 5. Вина |  |

### Центральный регион
|  | - Столица: Яунде - Губернатор: Roger Moïse Eyene Nlom - Оф. язык: французский - Граничит: - Север: регион Адамава - Юг: Южный регион - Восток: Восточный регион - Запад: Прибрежный и Западный регионы - Площадь: 68 926 км² - Население: 2 797 212 (2007) | - Департаменты: 1. От-Санага 2. Лекье 3. Мбам и Инубу 4. Мбам и Ким 5. Мефу и Афамба 6. Мефу и Аконо 7. Мфунди 8. Ньонг и Келле 9. Ньонг и Мфуму 10. Ньонг и Соо |  |

### Восточный регион
|  | - Столица: Бертуа - Губернатор: Adolphe Lele Lafrique - Оф. язык: французский - Граничит: - Север: регион Адамава - Юг: Конго - Восток: ЦАР - Запад: Центральный и Южный регионы - Площадь: 109 011 - Население: 875 949 (2007) | - Департаменты: 1. Бумба и Нгоко 2. О-Ньонг 3. Кадем 4. Лом и Джерем |  |

### Крайнесеверный регион
|  | - Столица: Маруа - Губернатор: Жозеф Бети Ассомо - Оф. язык: французский - Граничит: - Север: Чад - Юг: Чад и Северный регион - Восток: Чад - Запад: Нигерия - Площадь: 34 246 км² - Население: 3 142 883 (2007) | - Департаменты: 1. Диамате 2. Логоне и Шари 3. Майо-Данай 4. Майо-Кани 5. Майо-Сава 6. Майо-Цанага |  |

### Прибрежный регион
|  | - Столица: Дуала - Губернатор: Фай Йенго Франсис - Оф. язык: французский - Граничит: - Север: Западный регион - Юг: Гвинейский залив и Южный регион - Восток: Центральный регион - Запад: Юго-Западный регион - Площадь: 20 239 км² - Население: 2 294 540 (2007) | - Департаменты: 1. Мунго 2. Нкам 3. Санага-Маритим 4. Вури |  |

### Северный регион
|  | - Столица: Гаруа - Губернатор: Gambo Haman - Оф. язык: французский - Граничит: - Север: Крайнесеверный регион - Юг: регион Адамава - Восток: ЦАР - Запад: Нигерия - Площадь: 65 576 км² - Население: 1 409 445 (2007) | - Департаменты: 1. Бенуэ 2. Фаро 3. Майо-Лути 4. Майо Рей |  |

### Северо-Западный регион
|  | - Столица: Баменда - Губернатор: Абакар Ахмат - Оф. язык: английский - Граничит: - Север: Нигерия - Юг: Западный и Юго-Западный регионы - Восток: регион Адамава - Запад: Юго-Западный регион и Нигерия - Площадь: 17 812 км² - Население: 2 095 538 (2007) | - Департаменты: 1. Бойо 2. Буи 3. Донга-Мантунг 4. Менчум 5. Мезам 6. Момо 7. Нго-Кетунджиа |  |

### Южный регион
|  | - Столица: Эболова - Губернатор: Jules Marcelin Ndjaga - Оф. язык: французский - Граничит: - Север: Центральный регион - Юг: Габон и Конго - Восток: Восточный регион - Запад: Гвинейский залив - Площадь: 47 110 км² - Население: 633 082 (2007) | - Департаменты: 1. Джа и Лобо 2. Мвила 3. Осеан 4. Валле-дю-Нтем |  |

### Юго-Западный регион
|  | - Столица: Буэа - Губернатор: Koumpa Issa - Оф. язык: английский - Граничит: - Север: Северо-Западный регион - Юг: Гвинейский залив - Восток: Западный и Прибрежный регионы - Запад: Нигерия - Площадь: 24 571 км² - Население: 1 419 269 (2007) | - Департаменты: 1. Фако 2. Купе-Маненгуба 3. Лебьялем 4. Манью 5. Меме 6. Ндиан |  |

### Западный регион
|  | - Столица: Бафусам - Губернатор: Dieudonné Samuel Ivaha Diboua - Оф. язык: французский - Граничит: - Север: Северо-Западный регион - Юг: Прибрежный регион - Восток: Центральный регион - Запад: Юго-Западный регион - Площадь: 13 872 км² - Население: 2 269 136 (2007) | - Департаменты: 1. Бамбутос 2. О-Нкам 3. О-Плато 4. Кунг-Кхи 5. Менуа 6. Мифи 7. Нде 8. Нун |  |